# Colobaspis fraxini
Colobaspis fraxini is een keversoort uit de familie halstandhaantjes (Megalopodidae). De wetenschappelijke naam van de soort werd in 1986 gepubliceerd door Komiya.